# 33516 Timonen
33516 Timonen è un asteroide della fascia principale. Scoperto nel 1999, presenta un'orbita caratterizzata da un semiasse maggiore pari a 2,2981594 UA e da un'eccentricità di 0,1090663, inclinata di 5,07141° rispetto all'eclittica.